# Doctrine du judaïsme sur l'avortement

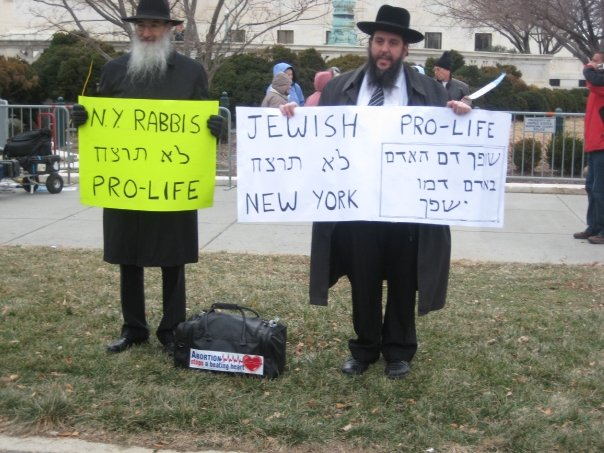
Manifestation de la "march for life" de 2008.

Dans le judaïsme, les positions sur l'avortement sont tirées principalement de l'étude légale et éthique de la Bible hébraïque, du Talmud, et des décisions cas par cas des responsa et de la littérature rabbinique. De nos jours, l'opinion juive non-orthodoxe sur l'avortement prend en compte l'idée libérale de choix personnel ainsi que l'opposition chrétienne à l'avortement. 
D'une façon générale, les Juifs traditionalistes s'opposent à l'avortement, avec quelques exceptions relatives à la santé de la mère, tandis que les Juifs libéraux tendent à être plus flexibles en ce qui concerne les motifs pour l'avortement. 
Ainsi, en Israël, l'avortement est globalement interdit pour les femmes de 17 à 40 ans, tandis que la diaspora se mobilise pour rendre les interruptions de grossesse légales.

## Littérature rabbinique
La Torah dit peu de chose concernant le statut ou le traitement de l'embryon ou du fœtus.  On ne trouve qu'une seule loi biblique importante concernant l'avortement. Dans le Livre de l'Exode, 21:22-23, il est dit:  
« Si des hommes se querellent, et qu’un d'entre eux heurte une femme enceinte, provoquant une fausse-couche, mais sans autre préjudice, le responsable sera puni d’une amende imposée par le mari de la femme, qu’il devra payer devant les juges. Mais s’il y a d'autres conséquences (pour la femme), la peine sera alors le prix d'une vie pour la vie, le prix d'un œil pour un œil, le prix d'une dent pour une dent, le prix d'une main pour la main, le prix d'un pied pour un pied, brûlure pour brûlure, blessure pour blessure, meurtrissure pour meurtrissure. »
D'après l'exégèse juive de la Bible, cette loi interdit de supprimer un embryon, que ce soit intentionnellement ou non, mais un tel avortement n'est pas considéré comme un meurtre. L'avortement est considéré comme une forme de dommage sujet à une compensation monétaire. À l'opposé, la mort de la mère, est quant à elle bien un meurtre.
Il faut noter que les chrétiens diverses traductions parmi lesquelles :
« Lorsque des hommes se battent, et qu'ils heurtent une femme enceinte, s'ils la font accoucher, sans autre accident, le coupable sera passible d'une amende que lui imposera le mari de la femme, et qu'il paiera selon la décision des juges.
Mais s'il y a un accident, tu donneras vie pour vie, œil pour œil, dent pour dent, main pour main, pied pour pied, brûlure pour brûlure, blessure pour blessure, meurtrissure pour meurtrissure. »
Il faut aussi noter aussi que les pères de l'église mais aussi de nombreux juifs utilisaient la Bible de la Septante dont la traduction est encore différente et qui se rapproche de la pensée gréco-romaine antique considérant l'embryon avant d'être animé/formé comme non humain (une amende suffit) et l'embryon une fois formé (fœtus) comme humain (implique la loi du Talion) :

« Si deux hommes se battent et qu'une femme grosse soit frappée, et qu'il en sorte un enfant non encore formé, le coupable paiera le dommage, selon l'estimation du mari de la femme. Mais si l’enfant est formé, le coupable donnera vie pour vie, œil pour œil, dent pour dent, main pour main, pied pour pied, brûlure pour brûlure, plaie pour plaie, meurtrissure pour meurtrissure. »

### Judaïsme rabbinique
Dans le courant principal du judaïsme rabbinique,  le verset de la Bible n'est qu'un des textes clés qui ont justifié l'interdiction rabbinique ultérieure de l'avortement, bien que non considéré comme un meurtre.  En se fondant sur ce verset, la loi rabbinique ou halakha approuve l'avortement dans certaines circonstances,  spécialement pour raison médicale. Dans le principe, le judaïsme ne considère pas le fœtus comme un être humain intégral. Bien que le fait de tuer un enfant d'un jour soit considéré comme un meurtre, suivant la Mishnah, supprimer un fœtus n'est pas considéré comme un strict homicide. En étudiant les lois bibliques de l'homicide, les rabbins en ont conclu que l'homicide ne concerne qu'un être humain animé (nefesh adam d'après Lévitique 24:17), mais pas un embryon, car l'embryon n'est pas une personne (lav nefesh hu).
Un texte important de la loi rabbinique donne le statut du fœtus. La Mishna indique explicitement que l'on peut pratiquer un avortement si la grossesse peut mettre en danger la vie de la mère. 
«  Si une femme a un accouchement difficile, on peut supprimer le fœtus dans l'utérus et le sortir membre par membre, car sa vie vient avant celle du fœtus. Mais si la plus grande partie de l'enfant est déjà « avancée », on ne peut pas tuer une personne dans le but d'en sauver une autre.  »
Selon ce texte, l'avortement peut avoir lieu jusqu'au point de yatza rubo (רֻבּוֹ יָצָא), c'est-à-dire que la plus grande partie de l'enfant soit "avancée". Les commentateurs interprètent cette expression de deux façons possibles, soit en se référant au temps écoulé d'une demi période de gestation (quatre mois et demi), soit littéralement à l'émergence de la majorité du corps de l'enfant pendant l'accouchement. 
Dans la loi talmudique, un embryon n'est pas considéré comme une personne entièrement viable (bar kayyama), mais plutôt comme un être de "viabilité douteuse" (Niddah 44b). Ainsi, par exemple, les rites de deuil juifs ne s'appliquent pas pour un enfant non né. L'embryon est considéré comme un appendice de la mère (ubar yerekh 'imo Hullin 58a) pour toutes les lois concernant la propriété, la conversion maternelle ou la pureté. Dans un langage plus évocateur, le Talmud énonce dans un passage sur les règles sacerdotales que le fœtus "est considéré n'être simplement que de l'eau" jusqu'au quarantième jour. 
Les autorités ultérieures se sont divisées pour savoir comment définir que le risque couru par une femme justifie un avortement, et à partir de quand le fœtus peut être considéré posséder une âme, ce qui implique alors qu'une vie ne peut pas prendre préséance sur une autre. Un avortement, si nécessaire doit être pratiqué avant la quarantième jour, quand le fœtus est encore considéré comme « simplement de l'eau ».

### Judaïsme médiéval et pré-moderne
Après la période talmudique, les positions du judaïsme sur l'avortement deviennent plus précises, plus diverses au fur et à mesure de l'expansion de la littérature rabbinique et du développement de la philosophie juive. Moïse Maïmonide, notamment, justifie dans certains cas l'avortement non pas parce que le fœtus est moins qu'un nefesh (être humain) comme le définit le Talmud, mais plutôt par le principe du rodef ou du poursuivant, qui permet de tuer préventivement quelqu'un s'apprêtant à tuer une personne. Schiff soutient que la position de Maïmonide est « sans précédent » et « sans aucun doute, cette position non exprimée auparavant, a eu des ramifications potentielles dramatiques pour la définition des paramètres autorisant l'avortement. ».
Une autre raison pour interdire l'avortement se trouve dans les commentaires du Talmud appelés Tossefot. Les Tossefot soutiennent que l'avortement est interdit aux Juifs selon les lois noahides car il est interdit aux non-Juifs: « Un Gentil est coupable pour la mort d'un fœtus, tandis qu'un Juif n'est pas autorisé à causer sa mort, mais n'est pas coupable ». Ici les Tossefot suivent la logique que les Juifs ne sont pas autorisés à faire des actes interdits aux Gentils, bien que la punition théorique pour ces violations ne s’applique qu’aux Gentils. En se fondant sur une telle logique réciproque, les Tossefot affirment aussi que, puisque les Juifs sont autorisés à pratiquer des avortements thérapeutiques pour préserver la vie de la mère, alors les lois noahides  pareillement permettent aux non-Juifs de pratiquer des avortements thérapeutiques. Compte tenu de cette concordance, la loi rabbinique interdit aux Juifs d’aider des Gentils à pratiquer des avortements interdits, pour lesquels les Gentils risqueraient d’être coupables de meurtre. En regardant les lois noahides comme une éthique universelle, Sinclair déclare : « Il est évident que la halakha dans le domaine du fœticide obéit à une combinaison de doctrines légales et de principes moraux ». Cependant le texte des Tossefot qui utilise les lois noahides pour interdire l’avortement est parfois remis en question. Comme le souligne Feldman, un texte contradictoire des Tossefot (Niddah 44b) apparemment permet le fœticide.
Les spécialistes des lois talmudiques et rabbiniques médiévales font remarquer que derrière l'opposition juive et catholique à l'avortement, existe une différence importante entre les théologies.  Après avoir analysé l'opposition chrétienne à l'avortement, Immanuel Jakobovits écrit dans la revue Jewish Medical Ethics : « Dans la loi juive, le droit de détruire un fruit humain avant la naissance est absolument  sans rapport avec des considérations théologiques.  Ni la question de l'âme avant la naissance, ni la question du salut après la mort, n'ont une quelconque influence sur le sujet ». Bien que les règles halachiques contribuent fermement à la protection de l'enfant non-né, il ajoute que : « aucune de ces règles ne prouvent nécessairement que le fœtus jouit d'une inviolabilité humaine ». À l'opposé de l'approche néoplatonique et chrétienne, la pensée talmudique, en outre, « ne fait aucune distinction légale entre les fœtus formés ou non-formés ». Feldman, de même, établit une comparaison emphatique :  «…tandis que la position chrétienne sur l'avortement a élevé le niveau moral de la civilisation occidentale dans ce domaine, en sensibilisant l'humanité à un plus grand respect de la vie, elle inclut manifestement, en même temps, des postulats théologiques que la communauté juive ne peut pas partager». Feldman indique aussi que le débat talmudique pour savoir si l'âme acquiert l’immortalité à la conception ou à un stade ultérieur, n'a qu’une faible corrélation avec la protection halachique du fœtus, car en l'absence d'une doctrine du péché originel, « l'avortement n'interfère pas avec les droits d'immortalité ou la destinée du fœtus ». 
Dans le Choulhan Aroukh, compilation de toutes les lois énoncées par le Talmud, l'avortement thérapeutique est autorisé. Joshua Falk, un éminent talmudiste et halakhiste du XVIe siècle, explique que l'avortement ne met pas en balance une vie contre une autre, car l'embryon « n'est pas une personne » avant la naissance. Un avortement ordinaire n'est qu'une violation de la loi civile ou monétaire, tel que le précise entre autres Yehezqel Landau au XVIIIe siècle. 
Dans un responsum important,  Yair Bacharach, un rabbin allemand du XVIIe siècle, à qui l'on avait demandé d'approuver un avortement pour une femme avec un embryon illégitime,  distingue un avortement au début ou à la fin de la grossesse. Son raisonnement se fonde sur un commentaire talmudique qui mentionne que les lois du chabbat peuvent être transgressées pour un fœtus, mais seulement pour un fœtus à un stade avancé.  Plusieurs autorités affirment que la loi juive est moins stricte concernant un avortement avant le quarantième jour de grossesse. Bacharach conclut ainsi, que l'embryon peut être traité comme un rodef ou poursuivant, comme l'avait exprimé Maimonide, bien que simultanément, il soutienne la position de Rachi du statut réduit du fœtus. Bacharach offre alors une nouvelle justification pour refuser l'avortement demandé. Il soutient que l'avortement, comme certaines formes de contraception, contrecarre la mitzvah de la reproduction et détruit la "semence" nécessaire pour être "fécond et se multiplier".
Avec l'émergence de l'identité juive moderne, à la fin du XVIIIe siècle, les positions juives sur l'avortement ont divergé selon les tendances, et plus particulièrement entre le judaïsme orthodoxe et le judaïsme libéral.  Au XXe siècle, les Juifs de tendance libérale furent parmi les plus actifs au sein du mouvement pro-choix. Parmi les plus célèbres de ces activistes aux États-Unis, on trouve Betty Friedan et Bernard Nathanson, ce dernier se convertira par la suite au catholicisme et deviendra un fervent partisan pro-vie. De même, alors que la majorité des politiciens conservateurs républicains sont pro-vie, certains républicains juifs, tel que le maire de New York, Michael Bloomberg défendent le droit à l'avortement.

## Position du judaïsme orthodoxe
En raison de la diversité à l'intérieur du judaïsme orthodoxe, il existe toute une gamme d'opinions halakhiques concernant l'avortement, bien qu'elles interdisent généralement l'avortement, sauf dans le cas de circonstances relativement limitées. Toutes cependant sont d'accord que l'avortement ne soit pas seulement acceptable mais obligatoire pour sauver la vie de la mère. 
En 2001, l'éthicien juif Daniel Eisenberg a résumé les exceptions typiques permises par certaines autorités : « Le judaïsme reconnait les facteurs psychiatriques aussi bien que physiques dans l'évaluation de la menace potentielle que le fœtus peut occasionner à la mère. Cependant, le danger que peut provoquer le fœtus (que ce soit physique ou émotionnel), doit être à la fois probable et important pour justifier un avortement. Le degré de trouble mental qui doit être avéré, pour autoriser l'arrêt d'une grossesse, n'est pas clairement établi et donc les critères pour l'autorisation d'un avortement restent controversés dans de telles circonstances ».
Les poskim, décideurs de la loi orthodoxe, ne permettent généralement pas l'avortement pour éviter la naissance d'un enfant sérieusement handicapé.
Néanmoins, dans des cas distincts, les autorités rabbiniques ont issu des règles plus indulgentes concernant l'avortement. Notablement, récemment, une autorité rabbinique a émis un point de vue minoritaire, que l'avortement peut être autorisé pour un enfant atteint de la maladie de Tay-Sachs, en raison de son pronostic dramatique. Comme le note Eisenberg: « Le rabbin Eliezer Waldenberg autorise l'avortement pendant le premier trimestre d'un fœtus qui donnerait naissance à un enfant avec des difformités qui lui occasionneraient des souffrances, et pendant les deux premiers trimestres de grossesse, en cas de tares létales telles que dans la maladie de Tay-Sachs ».
La controverse sur l'avortement est revenue d'actualité parmi les Juifs orthodoxes, en raison du débat sur les cellules souches. D'une façon générale, l'éthique médicale juive orthodoxe tend à favoriser la recherche médicale. Un certain intérêt s'est manifesté pour supporter la recherche sur les cellules souches, et de ce fait a démontré l'indulgence de la loi juive en ce qui concerne l'avortement des cellules pré-embryonnaires. Ainsi Eisenberg fait remarquer que « le rabbin Yechiel Yaakov Weinberg (auteur des Responsa Seridei Aish), avait clairement mentionné qu'il n'y a aucune interdiction pour un avortement pendant les premiers quarante jours de gestation, car selon l'opinion de Joseph Trani, on ne blesse aucun membre avant la formation d'un fœtus reconnaissable à quarante jours. Weinberg lui-même a tout d'abord autorisé l'avortement avant le quarantième jour, mais a ultérieurement reconsidéré sa position ». En écrivant sur la recherche sur les cellules souches, le rabbin Moshe David Tendler soutient l'utilisation de cellules pré-embryonnaires, tandis que le rabbin J. David Bleich s'oppose à la destruction de cellules souches.
Le rabbin Yehuda Levin est un défenseur influent du mouvement pro-vie à l'intérieur du judaïsme, qui se montre fréquemment avec les défenseurs pro-vie des autres religions, notamment avec le clergé catholique. Ses vues sont largement partagées par le rabbin Moshe Feinstein, qui est un opposant majeur à l'avortement dans le judaïsme orthodoxe.

## Position du judaïsme Massorti
Le comité sur la Loi et les Standards Juifs de l'Assemblée rabbinique, organe international des rabbins Massorti (ou conservateurs selon la dénomination américaine) a adopté la position que l'avortement est justifié si la poursuite de la grossesse peut causer à la femme des maladies physiques ou psychologique importantes, ou si le fœtus est jugé par les autorités médicales compétentes sérieusement handicapé. Le fœtus est une vie en cours de développement, et la décision d'avorter ne doit jamais être prise à la légère. Ainsi la position du judaïsme Massorti est conforme à celle des Acharonim qui autorisent l'avortement en cas de troubles psychologiques ou émotionnels graves[réf. nécessaire] . 
Avant de prendre une décision définitive, le judaïsme Massorti enjoint à la femme de consulter le père biologique, les autres membres de sa famille, son médecin, son rabbin, ainsi que toute autre personne qui pourrait l'aider à évaluer l'ensemble des graves conséquences morales et légales de son choix.  
Le judaïsme Massorti est très clair que l'avortement ne peut en aucun cas être pratiqué de façon anodine :  
« Le seul fait qu’une femme ne souhaite pas avoir un nouvel enfant ne constitue pas en soi un problème de santé mentale qui justifierait un avortement. L’interruption de grossesse ne peut en aucune façon être considérée comme une forme licite post factum de régulation des naissances »

## Position du judaïsme libéral
Le judaïsme libéral ou réformé permet l'avortement, non seulement quand la vie de la femme est en danger, mais aussi quand une grossesse « résulte d'un viol ou d'un inceste; quand par des tests génétiques, on découvre que l'enfant à naître aura une maladie létale ou fortement handicapante et que les parents pensent que cette naissance attendue leur créera une situation impossible à gérer », ainsi que pour plusieurs autres raisons. Plus généralement, « le point de vue du judaïsme réformé sur l'avortement peut se définir ainsi : l'avortement est un choix extrêmement difficile auquel fait face la femme. En toute circonstance, ce doit être sa décision de continuer ou d'arrêter sa grossesse, soutenue par ceux en qui elle a confiance (médecin, thérapeute, partenaire, etc.). Cette décision ne doit pas être prise à la légère (l'avortement ne doit jamais être considéré comme un contrôle des naissances) et peut avoir des ramifications tout au long de la vie. Cependant, toute décision doit rester le choix personnel de la femme dans le ventre de laquelle grandit le fœtus ».
Le mouvement réformé s'est opposé aux États-Unis à toute loi visant à restreindre les droits d'une femme à avorter, et plus particulièrement dans des situations où la santé de la femme est mise en danger par la poursuite de sa grossesse. Cette position « pour-choix » est reliée par certaines autorités du judaïsme réformé aux valeurs que ce mouvement place dans l'autonomie, le droit pour chaque individu d'agir comme agent moral  sur son propre comportement. En critiquant le Partial-Birth Abortion Ban Act (loi américaine de 2003 s'opposant à l'avortement tardif), le rabbin David Ellenson, président de l'Hebrew Union College, institut rabbinique du mouvement réformé, écrit : « Cette loi, telle qu'elle a été promulguée, diminue de façon incontestable le statut inviolable et le mérite qui doivent être accordés aux femmes comme agents moraux créés à l'image de Dieu ».

## Les Juifs et les politiques sur l'avortement
Aux États-Unis, les Juifs orthodoxes sont affiliés au Pro-Life Religious Council, Comité religieux pro-vie, tandis que le judaïsme conservateur, le judaïsme reconstructionniste et le judaïsme réformé sont plus en affinité avec le Religious Coalition for Reproductive Choice, Coalition religieuse pour le choix reproductif. Cependant, quelques organisations orthodoxes, telles que l'Union orthodoxe et Agoudat Israel se sont, à certaines occasions, associées avec des organisations « pro-choix » pour s'assurer que l'avortement reste autorisé si la vie de la mère est mise en danger par le fœtus.  
En tant que féministes ou professionnels de santé, les Juifs ont été parmi les plus impliqués dans les mouvements de défense de la liberté de choix. Aux États-Unis, les Juifs ont en général été moins actifs dans les mouvements « pro-vie. »  
En Israël, l'avortement est autorisé, après accord d'un comité d'experts médicaux et sociaux, si la femme n'est pas mariée, si elle a moins de 17 ans (âge légal du mariage en Israël) ou plus de 40 ans, si la grossesse provient de relations illégales (viol ou inceste), en cas d'anomalie du fœtus ou de risque pour la santé physique ou mentale de la mère. En 2004, selon le Bureau central des statistiques d'Israël, la plupart des demandes d'avortement ont été accordées, avec 19 500 avortements légaux pratiqués et 200 refusés. Les raisons pour l'avortement ont été : 42 % car la femme n'était pas mariée, 11 % pour viols ou inceste, environ 20 % pour des risques de santé de la mère, 11 % pour l'âge de la mère et environ 17 % pour des malformations du fœtus.